# باهرة إهرنبرغية
باهرة إهرنبرغية (الاسم العلمي: Agave ellemeetiana) هو نوع من النباتات يتبع جنس الباهرة من الفصيلة الهليونية.